# Arthur Somerset
Major Lord Henry Arthur George Somerset, noto come Lord Arthur Somerset (Mitchel Troy, 17 novembre 1851 – Hyères, 26 maggio 1926), è stato un nobile britannico.

## Biografia
Era il terzo figlio di Henry Charles FitzRoy Somerset, VIII duca di Beaufort e Lady Georgiana Charlotte Curzon-Howe.
Fu scudiero del Principe di Galles (il futuro re Edoardo VII del Regno Unito) e responsabile delle sue scuderie.
Omosessuale, visse separato da sua moglie dopo che costei l'ebbe sorpreso in compagnia intima di un servitore. Fu uno dei primi ammiratori del futuro scrittore Jean Lorrain, incontrato verso il 1878.
Nel 1889 fu implicato nel cosiddetto "Cleveland street scandal" e sospettato d'essere stato cliente abituale di un bordello che procurava a membri dell'aristocrazia la compagnia di giovani fattorini telegrafisti. Riuscì però ad evitare l'incriminazione minacciando di coinvolgere, se processato, il duca di Clarence Alberto Vittorio (1864-1892), secondo nella linea di successione al trono britannico. Gli fu pertanto permesso di fuggire all'estero. 
Si stabilì inizialmente a Hombourg e poi a Firenze dove, ricco e capriccioso, non tardò a diventare una figura di spicco negli ambienti mondani.

## Ascendenza
|                                                       |                      |                                          | Genitori                                        |  |  | Nonni |  |  | Bisnonni                                    |  |  | Trisnonni                          |  |
|                                                       |                      |                                          |                                                 |  |  |       |  |  | Henry Charles Somerset, VI duca di Beaufort |  |  | Henry Somerset, V duca di Beaufort |  |
|                                                       |                      |                                          |                                                 |  |  |       |  |  | Henry Charles Somerset, VI duca di Beaufort |  |  | Henry Somerset, V duca di Beaufort |  |
|                                                       |                      | Elizabeth Boscawen                       |                                                 |  |  |       |  |  | Henry Charles Somerset, VI duca di Beaufort |  |  |                                    |  |
| Henry Somerset, VII duca di Beaufort                  |                      |                                          |                                                 |  |  |       |  |  | Henry Charles Somerset, VI duca di Beaufort |  |  |                                    |  |
|                                                       |                      | Charlotte Sophia Leveson-Gower           | Granville Leveson-Gower, I marchese di Stafford |  |  |       |  |  |                                             |  |  |                                    |  |
|                                                       |                      | Charlotte Sophia Leveson-Gower           | Granville Leveson-Gower, I marchese di Stafford |  |  |       |  |  |                                             |  |  |                                    |  |
|                                                       |                      | Charlotte Sophia Leveson-Gower           | Susanna Stewart                                 |  |  |       |  |  |                                             |  |  |                                    |  |
| Henry Charles FitzRoy Somerset, VIII duca di Beaufort |                      | Charlotte Sophia Leveson-Gower           |                                                 |  |  |       |  |  |                                             |  |  |                                    |  |
|                                                       |                      | Charles Culling Smith                    | Charles Smith                                   |  |  |       |  |  |                                             |  |  |                                    |  |
|                                                       |                      | Charles Culling Smith                    | Charles Smith                                   |  |  |       |  |  |                                             |  |  |                                    |  |
|                                                       |                      | Charles Culling Smith                    | Zabier Charlotte Law                            |  |  |       |  |  |                                             |  |  |                                    |  |
| Emily Frances Smith                                   |                      | Charles Culling Smith                    |                                                 |  |  |       |  |  |                                             |  |  |                                    |  |
|                                                       |                      | Anne Wesley                              | Garret Wesley, I conte di Mornington            |  |  |       |  |  |                                             |  |  |                                    |  |
|                                                       |                      | Anne Wesley                              | Garret Wesley, I conte di Mornington            |  |  |       |  |  |                                             |  |  |                                    |  |
|                                                       |                      | Anne Wesley                              | Anne Hill-Trevor                                |  |  |       |  |  |                                             |  |  |                                    |  |
| Arthur Somerset                                       |                      | Anne Wesley                              |                                                 |  |  |       |  |  |                                             |  |  |                                    |  |
|                                                       | Penn Assheton Curzon | Assheton Curzon, I visconte Curzon       |                                                 |  |  |       |  |  |                                             |  |  |                                    |  |
|                                                       | Penn Assheton Curzon | Assheton Curzon, I visconte Curzon       |                                                 |  |  |       |  |  |                                             |  |  |                                    |  |
|                                                       | Penn Assheton Curzon | Esther Hanmer                            |                                                 |  |  |       |  |  |                                             |  |  |                                    |  |
| Richard Curzon-Howe, I conte Howe                     | Penn Assheton Curzon |                                          |                                                 |  |  |       |  |  |                                             |  |  |                                    |  |
|                                                       |                      | Sophia Charlotte Howe, II baronessa Howe | Richard Howe, I conte Howe                      |  |  |       |  |  |                                             |  |  |                                    |  |
|                                                       |                      | Sophia Charlotte Howe, II baronessa Howe | Richard Howe, I conte Howe                      |  |  |       |  |  |                                             |  |  |                                    |  |
|                                                       |                      | Sophia Charlotte Howe, II baronessa Howe | Mary Hartop                                     |  |  |       |  |  |                                             |  |  |                                    |  |
| Georgiana Charlotte Curzon-Howe                       |                      | Sophia Charlotte Howe, II baronessa Howe |                                                 |  |  |       |  |  |                                             |  |  |                                    |  |
|                                                       |                      | Robert Brudenell, VI conte di Cardigan   | Robert Brudenell                                |  |  |       |  |  |                                             |  |  |                                    |  |
|                                                       |                      | Robert Brudenell, VI conte di Cardigan   | Robert Brudenell                                |  |  |       |  |  |                                             |  |  |                                    |  |
|                                                       |                      | Robert Brudenell, VI conte di Cardigan   | Anne Bishopp                                    |  |  |       |  |  |                                             |  |  |                                    |  |
| Harriet Brudenell                                     |                      | Robert Brudenell, VI conte di Cardigan   |                                                 |  |  |       |  |  |                                             |  |  |                                    |  |
|                                                       |                      | Penelope Cooke                           | George John Cooke                               |  |  |       |  |  |                                             |  |  |                                    |  |
|                                                       |                      | Penelope Cooke                           | George John Cooke                               |  |  |       |  |  |                                             |  |  |                                    |  |
|                                                       |                      | Penelope Cooke                           | Penelope Bowyer                                 |  |  |       |  |  |                                             |  |  |                                    |  |
|                                                       |                      | Penelope Cooke                           |                                                 |  |  |       |  |  |                                             |  |  |                                    |  |